# Sheridan Lake
Sheridan Lake – miasto w Stanach Zjednoczonych, w stanie Kolorado, w hrabstwie Kiowa.